# سوفی فونتانل
سوفی فونتانل (به فرانسوی: Sophie Fontanel) روزنامه‌نگار و نویسنده قرن بیستم میلادی اهل فرانسه است.